# Evelino Pidò

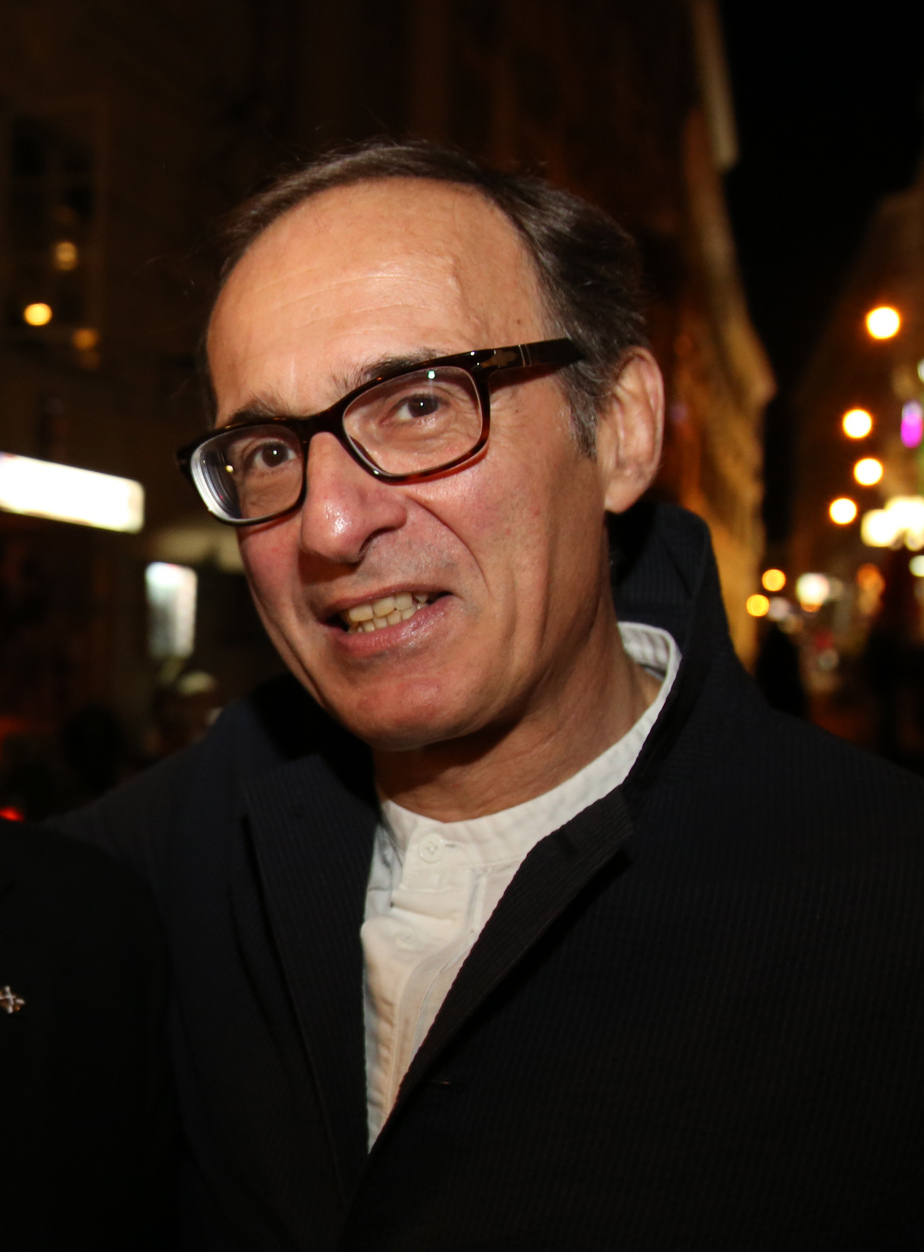
Evelino Pidò 2015

Evelino Pidò (* 16. August 1953 in Turin) ist ein italienischer Dirigent.

## Leben
Evelino Pidò entstammt einer Familie von bildenden Künstlern, wurde aber bereits mit vier Jahren musikalisch unterwiesen. Er studierte am Konservatorium Turin und an der Musikhochschule Wien. Er debütierte 1970 als Fagottist im Orchester der Mailänder Scala, dann assistierte er u. a. Claudio Abbado. Ein Studienjahr absolvierte er in Wien bei Karl Österreicher. Pidò war Chefdirigent der Oper von Lyon.
Pidò ist namentlich für seine Interpretationen der Opern von Vincenzo Bellini und Gaetano Donizetti bekannt. Er ist u. a. Spezialist für die puristische Urfassung der Lucia di Lammermoor, die im Februar 2019 mit Olga Peretyatko und Juan Diego Flórez in den Hauptpartien an der Wiener Staatsoper aufgeführt wurde.